# Йосипенки
Йосипенки (укр. Йосипенки) — село на Украине, находится в Немировском районе Винницкой области.
Код КОАТУУ — 0523083404. Население по переписи 2001 года составляет 121 человек. Почтовый индекс — 22850. Телефонный код — 4331. Занимает площадь 0,622 км².
Во времена Российской империи — село Осипенко Брацлавского уезда Подольской губернии. Собственной церкви село не мало, входило в приход соседнего села Волчок. В 1876 году Ольга Разумовская вместе с мужем Дмитрием Жолтановським основала в селе «ферму социалистов», где бывали известные революционеры-народники.

## Адрес местного совета
22850, Винницкая область, Немировский р-н, с. Зарудинцы